# Griekenland op de Olympische Zomerspelen 1972
Griekenland nam deel aan de Olympische Zomerspelen 1972 in München, West-Duitsland. Voor het eerst sinds 1912 werd weer meer dan één medaille gewonnen; twee keer zilver.

## Medailles
| Sport     | Olympiër             | Discipline               | Medaille |
| --------- | -------------------- | ------------------------ | -------- |
| Worstelen | Petros Galaktopoulos | -74kg Grieks-Romeins (m) | Zilver   |
| Zeilen    | Ilias Khatzipavlis   | finn                     | Zilver   |

## Deelnemers en resultaten

### Atletiek
| Olympiër                  | Discipline               | Resultaat | Prestatie                                                                        |
| ------------------------- | ------------------------ | --------- | -------------------------------------------------------------------------------- |
| Vasilios Papageorgopoulos | 100m (m)                 | DNF       | serie 10: 1ste in 10,24 kwartfinale 5: 3de in 10,45 halve finale 1: niet gestart |
| Kyriakos Onisiforou       | 400m (m)                 | 34e       | serie 8: 3de in 46,94 kwartfinale 4: 8ste in 47,22                               |
| Spilios Zacharopoulos     | 1500m (m)                | 18e       | serie 3: 2de in 3.43,8 halve finale 1: 8ste in 3.43,5                            |
| Stavros Tziortzis         | 400m horden (m)          | 6e        | serie 4: 2de in 50,54 halve finale 2: 4de in 50,06 finale: 6de in 49,66          |
| Spyridon Kontosoros       | 3000m steeplechase (m)   | 27e       | serie 4: 8ste in 8.41,0                                                          |
| Panagiotis Nakopoulos     | 3000m steeplechase (m)   | 38e       | serie 3: 10de in 8.48,4                                                          |
| Ioannis Kousoulas         | hoogspringen (m)         | 26e       | kwalificatie groep B: 6de met 2,12m                                              |
| Vasilios Papadimitriou    | hoogspringen (m)         | 12e       | kwalificatie groep A: 2de met 2,15m finale: 12de met 2,15m                       |
| Khristos Papanikolaou     | polsstokhoogspringen (m) | 11e       | kwalificatie groep A: 8ste met 5,00m finale: 11de met 5,00m                      |
| Loukas Louka              | kogelstoten (m)          | 25e       | kwalificatie groep A: 11de met 17,48m                                            |
| Georgios Georgiadis       | kogelslingeren (m)       | 26e       | kwalificatie groep B: 14de met 63,58m                                            |
| Stavros Moutaftsidis      | kogelslingeren (m)       | 15e       | kwalificatie groep A: 7de met 67,22m finale: 15de met 68,30m                     |

### Boksen
| Olympiër                | Discipline | Resultaat | Prestatie                                                                              |
| ----------------------- | ---------- | --------- | -------------------------------------------------------------------------------------- |
| Angelos Theotokatos     | -57kg (m)  | 17e       | 1ste ronde: W van ETH Yemane: 5-0 2de ronde: V van USA Self: 5-0                       |
| Panagiotis Therianos    | -67kg (m)  | 17e       | 1ste ronde: vrij 2de ronde: V van GDR Wolke: 1-4                                       |
| Evangelos Oikonomakos   | -71kg (m)  | 9e        | 1ste ronde: vrij 2de ronde: W van PHI Aquilino: 5-0 3de ronde: V van FRG Kottysch: 0-5 |
| Athanasios Giannopoulos | -75kg (m)  | 9e        | 1ste ronde:'V' van TUR Kuran: knock-out                                                |

### Gewichtheffen
| Olympiër                  | Discipline  | Resultaat | Prestatie                                                                                |
| ------------------------- | ----------- | --------- | ---------------------------------------------------------------------------------------- |
| Eleftherios Stefanoudakis | -67,5kg (m) | 17e       | drukken: 20ste met 117,5kg trekken: 9de met 120kg stoten: 17de met 142,5kg totaal: 380kg |
| Panagiotis Spyrou         | -75kg (m)   | 12e       | drukken: 12de met 145kg trekken: 17de met 117,5kg stoten: 10de met 167,5kg totaal: 430kg |
| Khristos Iakovou          | -82,5kg (m) | 5e        | drukken: 2de met 170kg trekken: 8ste met 137,5kg stoten: 6de met 182,5kg totaal: 490kg   |
| Nikos Iliadis             | -90kg (m)   | 11e       | drukken: 11de met 155kg trekken: 12de met 135kg stoten: 9de met 180kg totaal: 470kg      |

### Schermen
| Olympiër              | Discipline | Resultaat | Prestatie                                                                            |
| --------------------- | ---------- | --------- | ------------------------------------------------------------------------------------ |
| Panagiotis Dourakos   | degen (m)  | 40e       | 1ste ronde groep 9: 2de met 3 overwinningen 2de ronde groep 8: 5de met 1 overwinning |
| Andreas Vgenopoulos   | degen (m)  | 69e       | 1ste ronde groep 10: 6de met 0 overwinningen                                         |
| Andreas Vgenopoulos   | floret (m) | 48e       | 1ste ronde groep 3: 6de met 2 overwinningen                                          |
| Ioannis Hatzisarantos | sabel (m)  | 44e       | 1ste ronde groep 8: 5de met 1 overwinning                                            |

### Schietsport
| Olympiër             | Discipline         | Resultaat | Prestatie                             |
| -------------------- | ------------------ | --------- | ------------------------------------- |
| Lambis Manthos       | 50m geweer liggend | 27e       | 593 punten: (96-99-100-100-100-98)    |
| Ioannis Skarafingas  | 50m geweer liggend | 26e       | 593 punten: (98-99-100-98-99-99)      |
| Dimitrios Kotronis   | 50m pistool        | 38e       | 539 punten: (93-86-97-84-92-97)       |
| Lakis Georgiou       | skeet              | 8e        | 192 punten: (23-25-22-23-25-25-24-25) |
| Panagiotis Xanthakos | skeet              | 21e       | 190 punten: (25-21-24-23-25-24-24-24) |

### Waterpolo
| Olympiër | Discipline | Resultaat | Prestatie |
| --- | ---------- | --------- | --- |
| Dimitrios Konstas Georgios Theodorakopoulos Evangelos Voultsos Kyriakos Iossifidis Dimitrios Kougevetopoulos Periklis Damaskus Thomas Karalogos Ioannis Karalogos Efstathios Sarantos Ioannis Palios Panagiotis Michalos | mannen     | 13e       | groep B: 5de G van Australië: 7-7 V van Hongarije: 1-6 V van Bondsrepubliek Duitsland: 3-8 V van Nederland: 2-6 |

| Groep B |                          |             |             |             |             |        |        |        |        |
| #       | Land                     | Wedstrijden | Wedstrijden | Wedstrijden | Wedstrijden | Punten | Punten | Punten | Punten |
| #       | Land                     | G           | W           | G           | V           | V      | T      | Saldo  | Punten |
| 1       | Hongarije                | 4           | 3           | 1           | 0           | 22     | 6      | +16    | 7      |
| 2       | Bondsrepubliek Duitsland | 4           | 2           | 2           | 0           | 21     | 13     | +8     | 6      |
| 3       | Nederland                | 4           | 2           | 1           | 1           | 14     | 11     | +3     | 5      |
| 4       | Australië                | 4           | 0           | 1           | 3           | 14     | 27     | -13    | 1      |
| 5       | Griekenland              | 4           | 0           | 1           | 3           | 13     | 27     | -14    | 1      |

| Ronde       | Datum   | Plaats                   | Land | Score       | Land |
| ----------- | ------- | ------------------------ | ---- | ----------- | ---- |
| Groepsfase  |         |                          |      |             |      |
| 27 augustus | München | Griekenland              | 7-7  | Australië   |      |
| 29 augustus | München | Griekenland              | 1-6  | Hongarije   |      |
| 30 augustus | München | Bondsrepubliek Duitsland | 8-3  | Griekenland |      |
| 31 augustus | München | Griekenland              | 2-6  | Nederland   |      |

### Worstelen
| Olympiër                | Discipline  | Resultaat   | Prestatie |
| Vrije stijl             | Vrije stijl | Vrije stijl | Vrije stijl |
| ----------------------- | ----------- | ----------- | --- |
| Georgios Hatziioannidis | -57kg (m)   | 17e         | 1ste ronde: V van USA Sanders 2de ronde: W van RCO Hsu 3de ronde: V van POL Zedzicki                                                                    |
| Panagiotis Koutsoupakis | -62kg (m)   | 18e         | 1ste ronde: V van GUA Burge 2de ronde: W van MEX Martinez 3de ronde: V van IRI Seyed-Abbasi                                                             |
| Stefanos Ioannidis      | -68kg (m)   | 10e         | 1ste ronde: W van FRA Carbasse 2de ronde: W van GDR Schröder 3de ronde: V van USA Gable 4de ronde: V van POL Cieslak                                    |
| Grieks-Romeins          |             |             | |
| Sotiris Ventas          | -48kg (m)   | 9e          | 1ste ronde: V van FIN Hirvonen 2de ronde: W van POL Szczepanski 3de ronde: V van ITA Calafiore                                                          |
| Vasilios Ganotis        | -52kg (m)   | 7e          | 1ste ronde: W van POR Duarte 2de ronde: V van TUR Tren 3de ronde: W van MEX Jimenez 4de ronde: V van HUN Doncsecz                                       |
| Othon Moschidis         | -57kg (m)   | 10e         | 1ste ronde: W van EGY Sayed 2de ronde: V van TCH Neckar 3de ronde: G van MGL Damdinsharav 4de ronde: V van URS Kazakov                                  |
| Stelios Mygiakis        | -62kg (m)   | 7e          | 1ste ronde: W van AFG Ebrahimi 2de ronde: W van SUI Tanner 3de ronde: V van POL Lipien 4de ronde: W van URS Megrelishvili 5de ronde: V van BUL Markov   |
| Sotirios Nakos          | -68kg (m)   | 17e         | 1ste ronde: V van IRI Dalirian 2de ronde: V van POL Supron                                                                                              |
| Petros Galaktopoulos    | -74kg (m)   | Zilver      | 1ste ronde: W van BEL Bens 2de ronde: G van URS Igumenov 3de ronde: W van AUT Berger 4de ronde: W van FIN Tapio 5de ronde: vrij finale: V van TCH Macha |

### Zeilen
| Olympiër                                              | Discipline      | Resultaat | Prestatie                           |
| ----------------------------------------------------- | --------------- | --------- | ----------------------------------- |
| Ilias Hatzipavlis                                     | finn            | Zilver    | 71 punten: (2-9-8-10-4-DNF-9)       |
| Anastasios Batistas Antonios Bonas                    | flying dutchman | 22e       | 137 punten: (17-20-10-DNF-DNF-17-9) |
| loannis Giapalakis Panayotis Michail loannis Kioussis | dragon          | 17e       | 91 punten: (13-7-10-18-DNF-17-14)   |

### Zwemmen
| Olympiër                 | Discipline           | Resultaat | Prestatie                  |
| ------------------------ | -------------------- | --------- | -------------------------- |
| Dimitrios Theodoropoulos | 400m vrije slag (m)  | 43e       | serie 2: 7de in 4.30,54    |
| Dimitrios Theodoropoulos | 1500m vrije slag (m) | DSQ       | serie 6: gediskwalificeerd |
| Theodoros Koutoumanis    | 100m schoolslag (m)  | 40e       | serie 5: 7de in 1.12,05    |
| Dimitrios Karydis        | 100m vlinderslag (m) | 26e       | serie 3: 7de in 1.00,06    |
|                          |                      |           |                            |
| Eleni Avlonitou          | 400m vrije slag (v)  | 26e       | serie 4: 7de in 4.52,10    |
| Eleni Avlonitou          | 800m vrije slag (v)  | 34e       | serie 1: 7de in 10.10,88   |
| Mairi Ioannidou          | 100m schoolslag (v)  | 36e       | serie 4: 7de in 1.21,70    |
| Mairi Ioannidou          | 200m schoolslag (v)  | 31e       | serie 3: 5de in 2.53,53    |
| Eleni Avlonitou          | 200m wisselslag (v)  | 40e       | serie 1: 6de in 2.39,10    |
| Eleni Avlonitou          | 400m wisselslag (v)  | 35e       | serie 3: 7de in 5.32,49    |

Afghanistan · Albanië · Algerije · Amerikaanse Maagdeneilanden · Argentinië · Australië · Bahama's · Barbados · België · Bermuda · Birma · Bolivia · Bondsrepubliek Duitsland · Brazilië · Brits-Honduras · Bulgarije · Canada · Ceylon · Chili · Colombia · Congo-Brazzaville · Costa Rica · Cuba · Dahomey · Denemarken · Dominicaanse Republiek · Duitse Democratische Republiek · Ecuador · Egypte · El Salvador · Ethiopië · Fiji · Filipijnen · Finland · Frankrijk · Gabon · Ghana · Griekenland · Groot-Brittannië · Guatemala · Guyana · Haïti · Hongarije · Hongkong · Ierland · IJsland · India · Indonesië · Iran · Israël · Italië · Ivoorkust · Jamaica · Japan · Joegoslavië · Kameroen · Kenia · Khmerrepubliek · Koeweit · Lesotho · Libanon · Liberia · Liechtenstein · Luxemburg · Madagaskar · Malawi · Maleisië · Mali · Malta · Marokko · Mexico · Monaco · Mongolië · Nederland · Nederlandse Antillen · Nepal · Nicaragua · Nieuw-Zeeland · Niger · Nigeria · Noord-Korea · Noorwegen · Oeganda · Oostenrijk · Opper-Volta · Pakistan · Panama · Paraguay · Peru · Polen · Portugal · Puerto Rico · Roemenië · San Marino · Saoedi-Arabië · Senegal · Singapore · Soedan · Somalië · Sovjet-Unie · Spanje · Suriname · Swaziland · Syrië · Taiwan · Tanzania · Thailand · Togo · Trinidad en Tobago · Tsjaad · Tsjecho-Slowakije · Tunesië · Turkije · Uruguay · Venezuela · Verenigde Staten · Vietnam · Zambia · Zuid-Korea · Zweden · Zwitserland